# Jackson County (Kentucky)
Jackson County is een county in de Amerikaanse staat Kentucky.
De county heeft een landoppervlakte van 897 km² en telt 13.495 inwoners (volkstelling 2000). De hoofdplaats is McKee.

## Bevolkingsontwikkeling

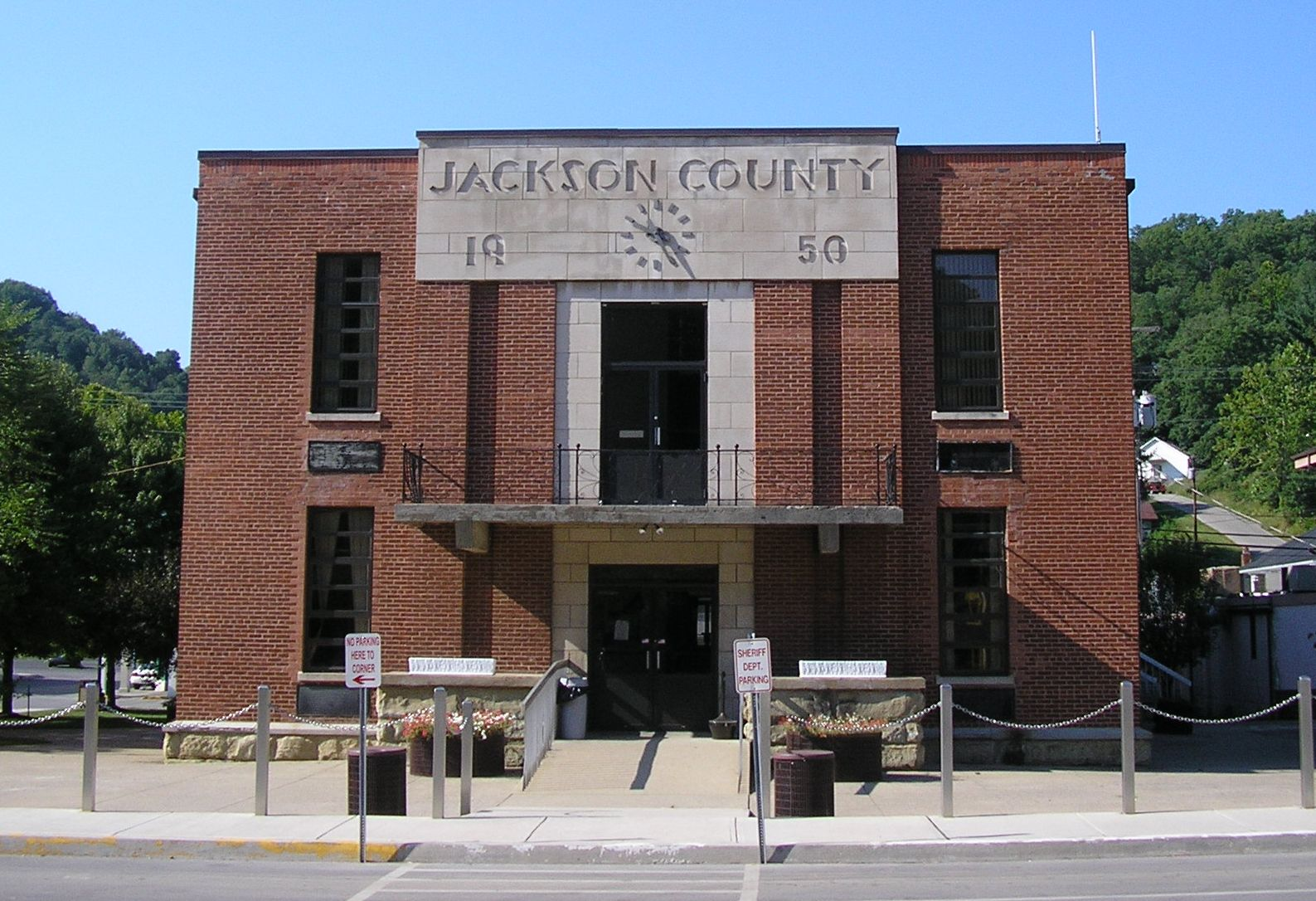
Jackson County Courthouse